# Arredol
Arredol («al voltant», en català), va ser un diari electrònic d'informació general en llengua aragonesa. Nascut el 19 de setembre de 2011 amb una redacció de tres persones, va ser el primer mitjà de comunicació escrit íntegrament en aragonès. El projecte va pretendre estar obert a contribucions dels propis lectors, perquè poguessin aportar notícies i material gràfic, donant pluralitat al contingut, al mateix temps que donava visibilitat a l'aragonès en la xarxa.
El model de llengua emprat per l'Arredol és l'ortografia estandarditzada de l'Academia de l'Aragonés, que és la que rep el suport de més institucions i associacions. En el moment del llançament del diari, els seus editors eren Chorche Romance Burgos, Lucía López Marco i Carlos García. Tots els continguts del diari Arredol van ser publicats sota una llicència Creative Commons Reconeixement i Compartir-Igual 3.0.